# Bad Tatzmannsdorf
Bad Tatzmannsdorf (fino al 1926 Tatzmannsdorf) è un comune austriaco di 1 516 abitanti nel distretto di Oberwart, in Burgenland. Nel 1971 ha inglobato i comuni soppressi di Jormannsdorf e Sulzriegel.